# Festival Internacional de Dixieland de Tarragona
El Festival Internacional de Dixieland de Tarragona és un festival dedicat a la música jazz que se celebra anualment a Tarragona la setmana anterior a la de Pasqua. Va néixer el 1994.